# Civitella di Romagna
Civitella di Romagna é uma comuna italiana da região da Emília-Romanha, província de Forlì-Cesena, com cerca de 3.793 habitantes. Estende-se por uma área de 117 km², tendo uma densidade populacional de 32 hab/km². Faz fronteira com Cesena, Galeata, Meldola, Predappio, Santa Sofia e Sarsina.

## Demografia
| Variação demográfica do município entre 1861 e 2011                               |
|                                                                                   |
| Fonte: Istituto Nazionale di Statistica (ISTAT) - Elaboração gráfica da Wikipedia |